# 伊与部家守
伊与部 家守（いよべ の いえもり）は、奈良時代から平安時代初期にかけての官人・儒学者。姓は連。従五位下・伊余部馬養の曾孫とし、伊与部福人の子とする系図がある。官位は外従五位下・伊賀守。

## 経歴
宝亀6年（775年）第16次遣唐使の明経請益生に補され、宝亀8年（777年）渡唐して唐において『五経大義』『切韻』『説文』『字体』を習得する。宝亀9年（779年）帰国すると直講に任ぜられ、のち助教に昇進した。
延暦3年（787年）右大臣・藤原是公により、家守に『春秋』の3つの注釈書（春秋三伝：『春秋左氏伝』『春秋公羊伝』『春秋穀梁伝』）の講義をさせる旨の上奏が行われた。延暦10年（791年）外従五位下に叙せられる。
延暦19年（800年）10月15日卒去。最終位階は外従五位下。

## 逸話
釈奠の際に孔子の肖像を掲げる場所について、諸儒学者の見解が一致しなかった。そこで家守は経書の内容や唐でのやり方を勘案して、詳細な報告書を作成して上奏した。その結果、君主のものと同様に孔子の肖像は南面して掲げることに決まったという。

## 官歴
『続日本紀』による。
- 宝亀6年（775年） 日付不詳：兼明経請益生
- 宝亀9年（779年） 日付不詳：直講
- 時期不詳：正六位上。助教
- 延暦10年（791年） 正月7日：外従五位下
- 時期不詳：伊賀守
- 延暦19年（800年） 10月15日：卒去

## 系譜
- 父：伊与部福人[4]
- 母：不詳
- 生母不明の子女
  - 男子：伊与部真佐[4]
  - 男子：善道真貞（768-845）[5]